# Leki alkilujące
Leki alkilujące – zróżnicowana grupa leków cytostatycznych powodujących alkilację kwasów nukleinowych. Znajdują one zastosowanie w chemioterapii licznych chorób nowotworowych.

## Mechanizm działania
Wspólnym mechanizmem oddziaływania leków alkilujących jest powstawanie wysoce reaktywnego kationu alkilokarboniowego łączącego się kowalencyjnie z nukleofilowymi grupami funkcyjnymi takimi jak grupa aminowa, grupa karboksylowa, fosforanowa i tiolowa białek oraz puryn budujących kwas deoksyrybonukleinowy (DNA). Najważniejsze z punktu widzenia działania cytostatycznego jest połączenie z nukleofilnym azotem N7 guaniny budującej DNA. Alkilacji mogą ulegać również atomy azotu guaniny (N1), adeniny (N1, N3) i cytozyny (N3). Prowadzi to do licznych zmian struktury materiału genetycznego skutkujących nieprawidłowym parowaniem zasad poprzez nieprawidłowe łączenie guaniny z tyminą, wypadaniem guaniny lub adeniny z łańcucha DNA (depurynacja) i rozpadem łańcucha DNA. Wielofunkcyjne leki alkilujące mogą prowadzić do tworzenia nieprawidłowych wiązań krzyżowych między dwiema cząsteczkami guaniny w obrębie tej samej nici lub między dwiema osobnymi nićmi DNA. Nieprawidłowe mostki w obrębie tej samej nici skutkują ich wycięciem i pęknięciem łańcucha DNA, a między dwoma różnymi łańcuchami DNA uniemożliwiają ich rozdzielenie, które jest konieczne do replikacji materiału genetycznego. Zmiany struktury DNA hamują lub uniemożliwiają transkrypcję, syntezę DNA i blokują podziały komórkowe. 
Leki alkilujące są lekami cytostatycznymi działającymi nieswoiście dla fazy cyklu komórkowego, zatem działają we wszystkich fazach cyklu komórkowego, choć najsilniejsze działanie wykazują w fazie S.

## Grupy leków alkilujących

### Pochodne iperytu azotowego
Wszystkie pochodne iperytu azotowego w budowie zawierają dwa łańcuchy chloroetyloaminowe. Najstarszym lekiem tej grupy i jednocześnie najstarszym znanym lekiem cytostatycznym jest chlorometyna. Odkrycie chlorometyny jest wynikiem badań nad toksycznością iperytu siarkowego stosowanego jako gaz bojowy podczas pierwszej wojny światowej, który powodował leukopenię.
Jest to najszerzej stosowana grupa leków alkilujących. Do grupy zalicza się cyklofosfamid, ifosfamid, melfalan i chlorambucyl. Cyklofosfamid znajduje bardzo szerokie zastosowanie jako składnik wielu programów wielolekowych stosowanych w licznych guzach litych, nowotworach układu chłonnego i białaczkach, ponadto jest wykorzystywany jako lek immunosupresyjny. Głównymi działaniami niepożądanymi są: supresja szpiku, nudności i wymioty, zapalenie pęcherza moczowego oraz wypadanie włosów. Ifosfamid wykorzystywany jest w leczeniu nowotworów jądra, raka jajnika, raka piersi, chłoniaków nieziarniczych, mięsaków tkanek miękkich, kostniakomięsaka i innych mięsaków kości, jego profil toksyczności jest podobny do cyklofosfamidu. Melfalan jest podawany w szpiczaku mnogim, a chlorambucyl w przewlekłej białaczce limfocytowej.

### Kompleksy platyny (pochodne platyny)
Kompleksy platyny (pochodne platyny) są lekami alkilującymi zawierającymi dwuwartościową platynę. Do grupy tej zalicza się cisplatynę, karboplatynę oraz oksaliplatynę. Poszczególne leki różnią się farmakokinetyką oraz profilem działań niepożądanych. Cisplatyna znajduje bardzo szerokie zastosowanie w leczeniu wielu nowotworów złośliwych, w tym raka jajnika, nowotworów jądra, raka płuca, nowotworów głowy i szyi, raka pęcherza moczowego, raka szyjki macicy i raka trzonu macicy. Najważniejszymi działaniami niepożądanymi cisplatyny są: mielotoksyczność, nefrotoksyczność, neurotoksyczność (zaburzenie czucia), nudności i wymioty. Karboplatyna cechuje się podobnymi właściwościami farmakologicznymi do cisplatyny, ale wykazuje mniejszą nefrotoksyczność, neurotoksyczność i mniejszy potencjał emetogenny. Oksaliplatynę wykorzystuje się w leczeniu raka jelita grubego, lek jest mniej emetogenny, nefrotoksyczny i mielotoksyczny niż cisplatyna.

### Etylenoiminy (azyrydyny)
Pochodne etylenoiminy mają podobne właściwości do pochodnych iperytu azotowego, ale nie znalazły szerokiego zastosowania klinicznego i obecnie stosowana jest jedynie tiotepa. Tiotepa bywa stosowana dopęcherzowo w celu leczenia nieinwazyjnego raka pęcherza moczowego oraz podawana miejscowo do jam ciała w celu zmniejszenia wysięków nowotworowych.

### Estry kwasu sulfonowego
Najważniejszym lekiem tej grupy jest busulfan wykazujący wybiórcze działanie hamujące rozplem granulocytów. Znajduje zastosowanie w leczeniu przewlekłej białaczki szpikowej. Busulfan jest lekiem o stosunkowo niewielkiej toksyczności, może powodować małopłytkowość, zwłóknienie płuc oraz hiperpigmentację skóry.

### Pochodne nitrozomocznika
Jest to grupa leków, która oprócz działania alkilującego wykazuje również zdolność do zablokowania syntezy kwasów nukleinowych. Do grupy zalicza się streptozocynę, karmustrynę, lomustynę, fotemustynę, semustynę oraz bendamustynę. W odróżnieniu od innych cytostatyków leki dobrze penetrują przez barierę krew-mózg, dlatego mogą być wykorzystywane w chemioterapii nowotworów ośrodkowego układu nerwowego.
Karmustyna znajduje zastosowanie w leczeniu glejaków (w tym glejaka wielopostaciowego, rdzeniaka, gwiaździaków, szpiczaka mnogiego i niektórych chłoniaków nieziarniczych) oraz chłoniaka Hodgkina. Streptozocyna bywa wykorzystywana w leczeniu wyspiaka. Bendamustyna jest podawana w leczeniu przewlekłej białaczki limfatycznej, szpiczaka mnogiego oraz niektórych chłoniaków nieziarniczych. Najważniejszymi toksycznościami związanymi ze stosowaniem pochodnych nitrozomocznika są nefrotoksyczność, hepatotoksyczność, zwłóknienie płuc oraz mielotoksyczność.

### Triazeny
Do triazenów zalicza się dakarbazynę oraz temozolomid. Dakarbazyna jest wykorzystywana w leczeniu czerniaka, mięsaków i chłoniaka Hodgkina. Do najważniejszych działań niepożądanych obserwowanych podczas leczenia za pomocą dakarbazyny należą nudności, wymioty oraz mielotoksyczność. Temozolomid jest pochodną dakarbazyny, ze względu na dobrą penetrację do mózgu lek jest stosowany w leczeniu glejaków.